# Cocagne (film)
Cocagne is een Franse film van Maurice Cloche die werd uitgebracht in 1961.
De film is gebaseerd op de gelijknamige roman (1960) van Yvan Audouard. 

## Samenvatting
Marc-Antoine is chauffeur van een gemeentelijke vuilniswagen in Arles. Hij is een vrolijk man die een vredig leven leidt met zijn vrouw en twee kinderen, en met zijn collega's en vrienden van de petanqueclub. Zijn sociaal leven speelt zich af in het café van Amédée, gelegen in de onmiddellijke omgeving van zijn huis. 
Op een dag wordt in het café het reclamebord met het logo van de petanqueclub ontvreemd. Dat logo stelt Fanny voor, een vrouw met ontbloot achterwerk, en is in Frankrijk het algemeen aanvaard zinnebeeld voor het spel. Amédée is erg ongelukkig want dat bord is voor hem zowat de mascotte van de club. Marc-Antoine stelt hem voor een nieuw bord te schilderen. Wanneer hij thuis al een eerste schets van het vrouwelijk achterwerk op papier maakt wordt hij door zijn vrouw 'betrapt'. 
Kwaad omdat hij niet wordt begrepen trekt hij eruit en gaat inwonen in het café van Amédée. Eenmaal het portret van Fanny is voltooid wordt Marc-Antoine een plaatselijk beroemde kunstschilder. Niet iedereen is echter overtuigd van zijn talent. Na een ruzie in het café vertrekt Marc-Antoine met Hélène, de bevallige serveerster, naar zijn vriend Septime in de Camargue.

## Rolverdeling
| Acteur           | Personage                                              |
| ---------------- | ------------------------------------------------------ |
| Fernandel        | Marc-Antoine, chauffeur van een vuilniswagen           |
| Leda Gloria      | Mélanie, zijn vrouw                                    |
| Dora Doll        | Hélène, de serveerster van het café                    |
| Andrex           | Amédée, de cafébaas                                    |
| Rellys           | Septime, de jeugdvriend van Marc-Antoine               |
| Paul Préboist    | 'Banane', een collega van Marc-Antoine                 |
| Josette Jordan   | Mireille, het meisje dat verliefd is op Vincent        |
| Roberto Risso    | Vincent, de jonge Italiaan die verliefd is op Mireille |
| Memmo Carotenuto | de Italiaanse filmregisseur                            |
| René Génin       | Mathias, de tachtiger die Van Gogh nog heeft gekend    |